# Hahnenberg (Wipperfürth)
Hahnenberg ist eine Hofschaft  von Wipperfürth im Oberbergischen Kreis im Regierungsbezirk Köln in Nordrhein-Westfalen (Deutschland).

## Lage und Beschreibung
Die Ortschaft gehört zum Ortsbezirk Agathaberg und liegt auf einer Höhe von 369 m ü. NN. Nachbarorte sind Dohrgaul, Dellweg, Wingenbach, Neeskotten, Oberdierdorf und Kahlscheuer.
Ein Nebenfluss des Dierdorfer Siefen entspringt südlich des Ortes.

## Geschichte
Bis 1968 existierte in der Hofschaft noch eine Volksschule, die aber durch die Schule im Ortsteil Agathaberg abgelöst wurde.

## Rad- und Wanderwege
Es führen mehrere Wanderwege durch die Höfe, unter anderem der A1 (4 km lang) und der A2 (7 km lang).

## Busverbindungen
Haltestelle Dohrgaul oder Oberdierdorf:
- 333 Wipperfürth – Dohrgaul – Frielingsdorf – Engelskirchen Bf. (OVAG, Montag bis Sonntag, kein Abend- und Nachtverkehr)